# Asamangulia wakkeri
Asamangulia wakkeri es un insecto coleóptero de la familia Chrysomelidae.
Fue descrita científicamente por primera vez en 1896 por Zehntner.